# 本願寺堺別院
本願寺堺別院（ほんがんじさかいべついん）は、大阪府堺市堺区に所在する浄土真宗本願寺派の寺院。別名は堺御坊。本尊は南無不可思議光如来。本堂、山門等多数が有形文化財となっている他、堺県庁跡として史跡指定されている。

## 歴史・概要
当寺は1470年 (文明2年) 、樫木屋道顕が蓮如に請い、1476年より造営され当初は「信証院」として始まった。その後京都・山科本願寺に移築され、堺坊舎が再建された時期は不明だが1728年 (享保13年) に本堂を重修。1778年 (安永7年) に蓮如堂と拝堂を建築するも1798年 (寛政10年) に表門と鐘楼を除き、本堂、広間、台所等を焼失した。1822年 (文政5年) に本堂を再建。1871年 (明治4年) から当坊は堺県庁舎として1881年まで使用された。

## 文化財・史跡

### 文化財
2019年 (平成31年) 2月22日、以下が堺市から有形文化財指定を受けた。
- 本堂 – 現本堂は1822年竣工。大工棟梁は水口初太藤原朝臣宗勝。水口一門は「本願寺御大工」であり、前本堂の造営にも携わったことから本山に準じた格式であったことが窺われる。屋根は入母屋造、本瓦葺き、正面には本山格に準じる3間の向拝を設置。桁行9間、梁間11間という規模は大阪府下屈指で、堺市内では最大級。
- 山門 – 桁行1間の四脚門で、切妻造、瓦葺き。近年実施された保存修理工事において小屋内に「宝暦二葵申六月」の墨書が確認され、1752年 (宝暦2年) の建築と考察される。
- 鐘楼と梵鐘 – 方1間の鐘楼で、1798年の火災を免れた。梵鐘は元々大坂の陣後の復興を進めた堺奉行・長谷川藤広が念仏寺（開口神社の神宮寺）に寄進したもので「元和3年」 (1617年)の銘があり、年代が判明している市内最古の鐘。
- 太鼓楼 – 伽藍の北西隅にある外観を3層とする希少な構造。1階は4間、2階は3間、3階は2間四方とする入母屋造、本瓦葺き。建立年代は不明だが江戸時代後期と推定される。
- 経蔵、御成門、手水舎、蓮如堂、蓮如堂拝殿

### 史跡
1871年から当寺は堺県庁舎として使用され、宿院町東2丁に代わりの寺を建て移転した。その後政府方針から大阪府を拡大する方針が示され、1881年に県域を併合されるとともに返還された。大阪府から「堺県庁跡」として史跡に指定されている

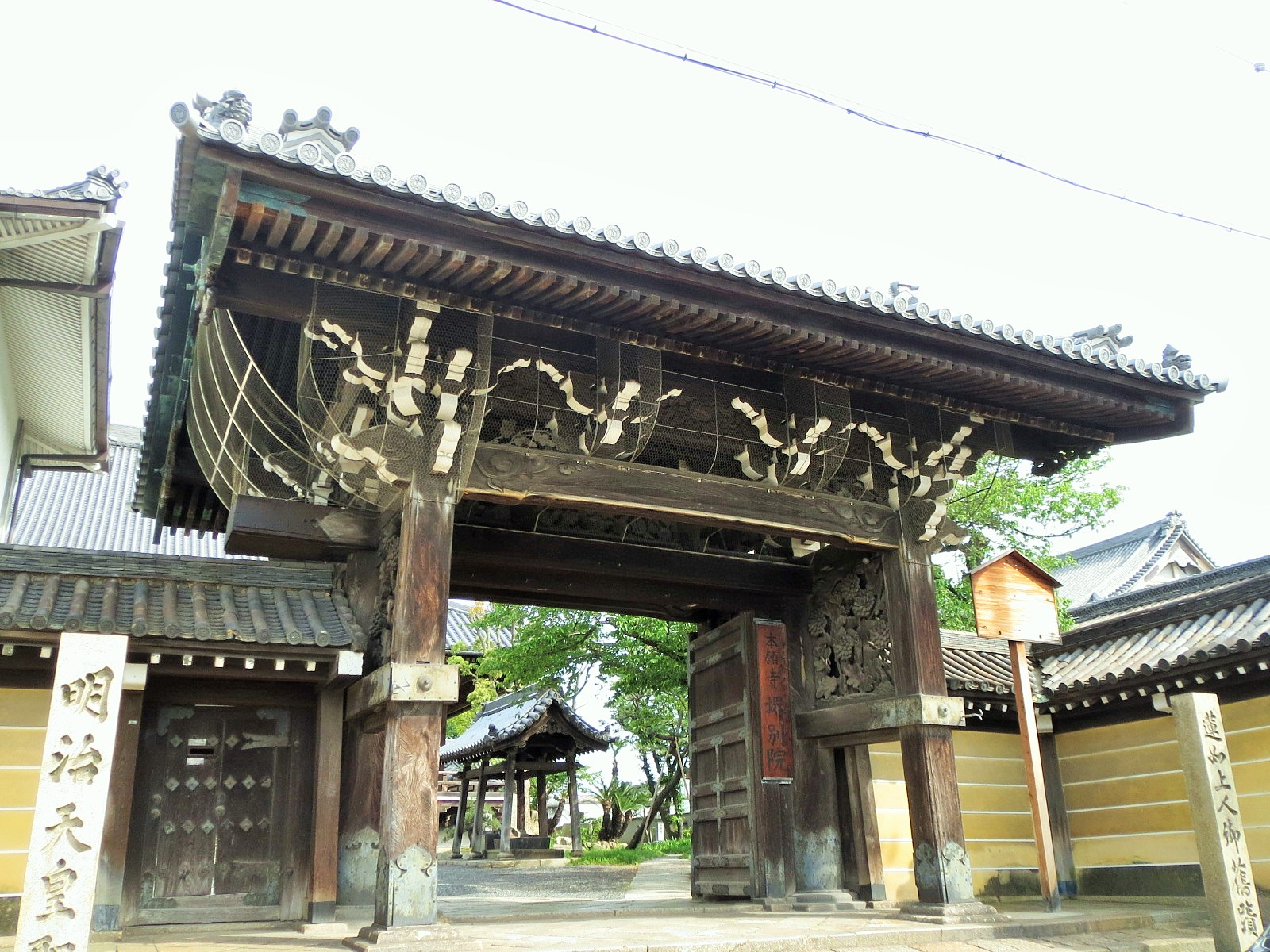
山門
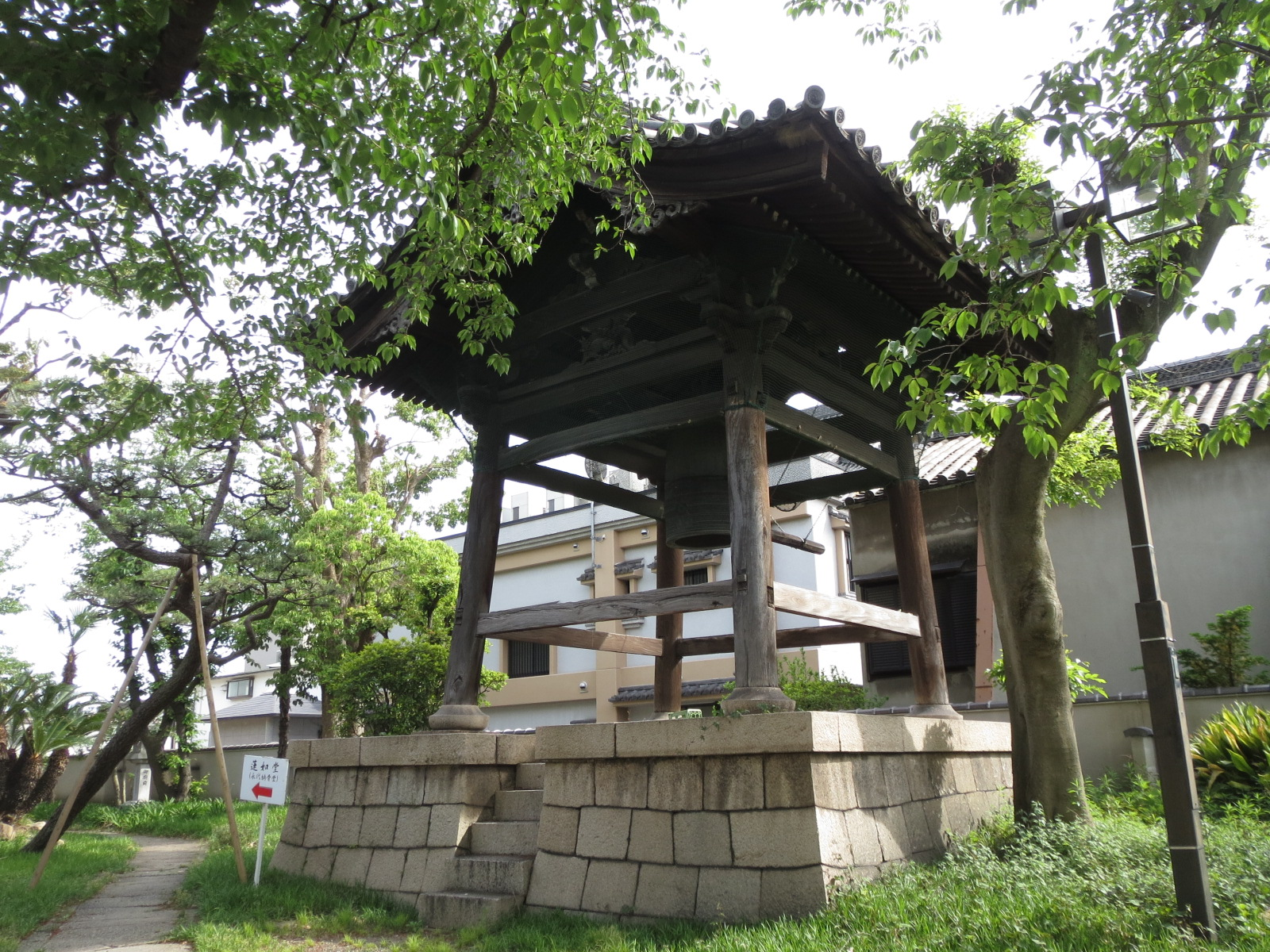
鐘楼
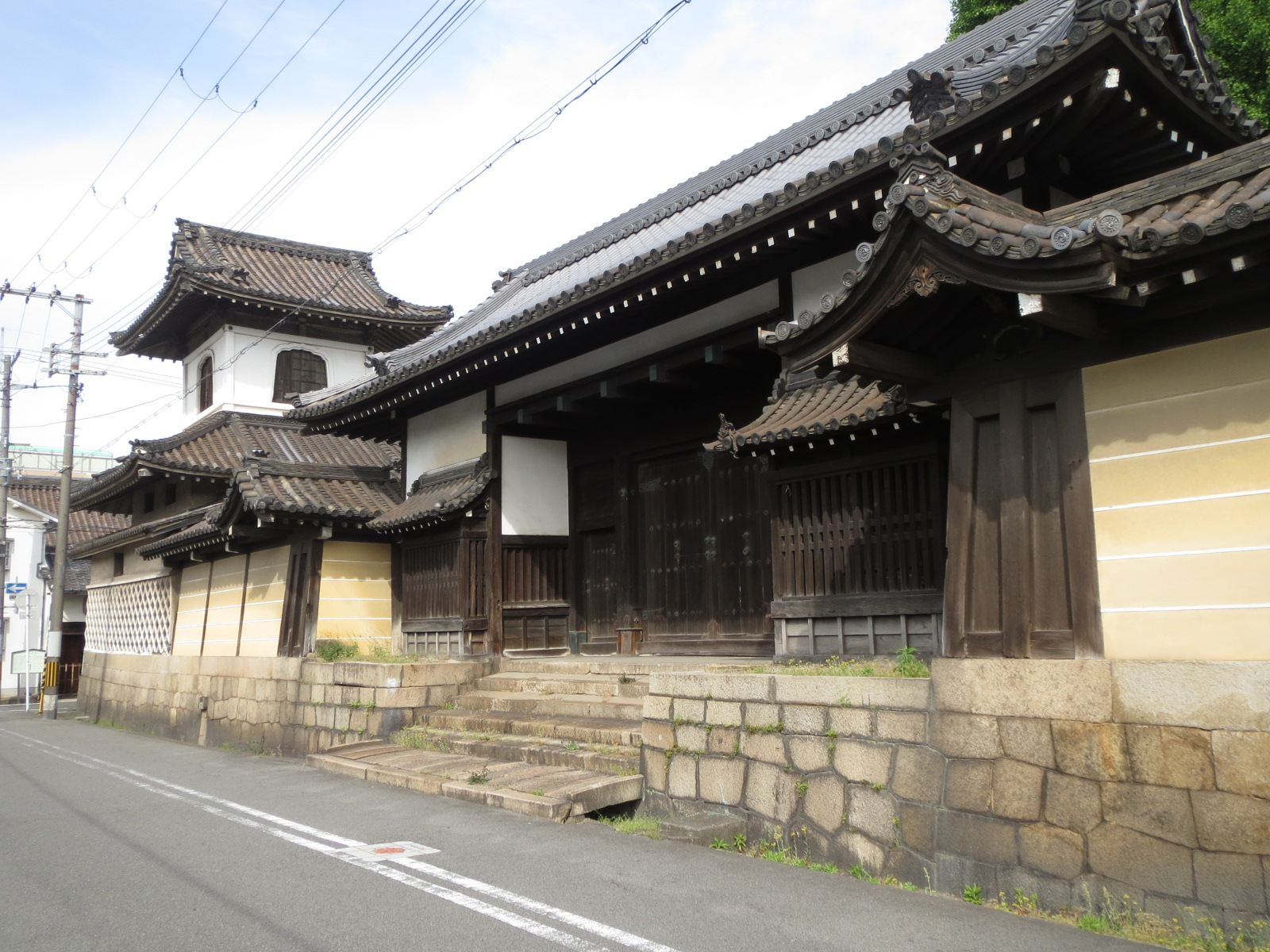
太鼓楼と御成門
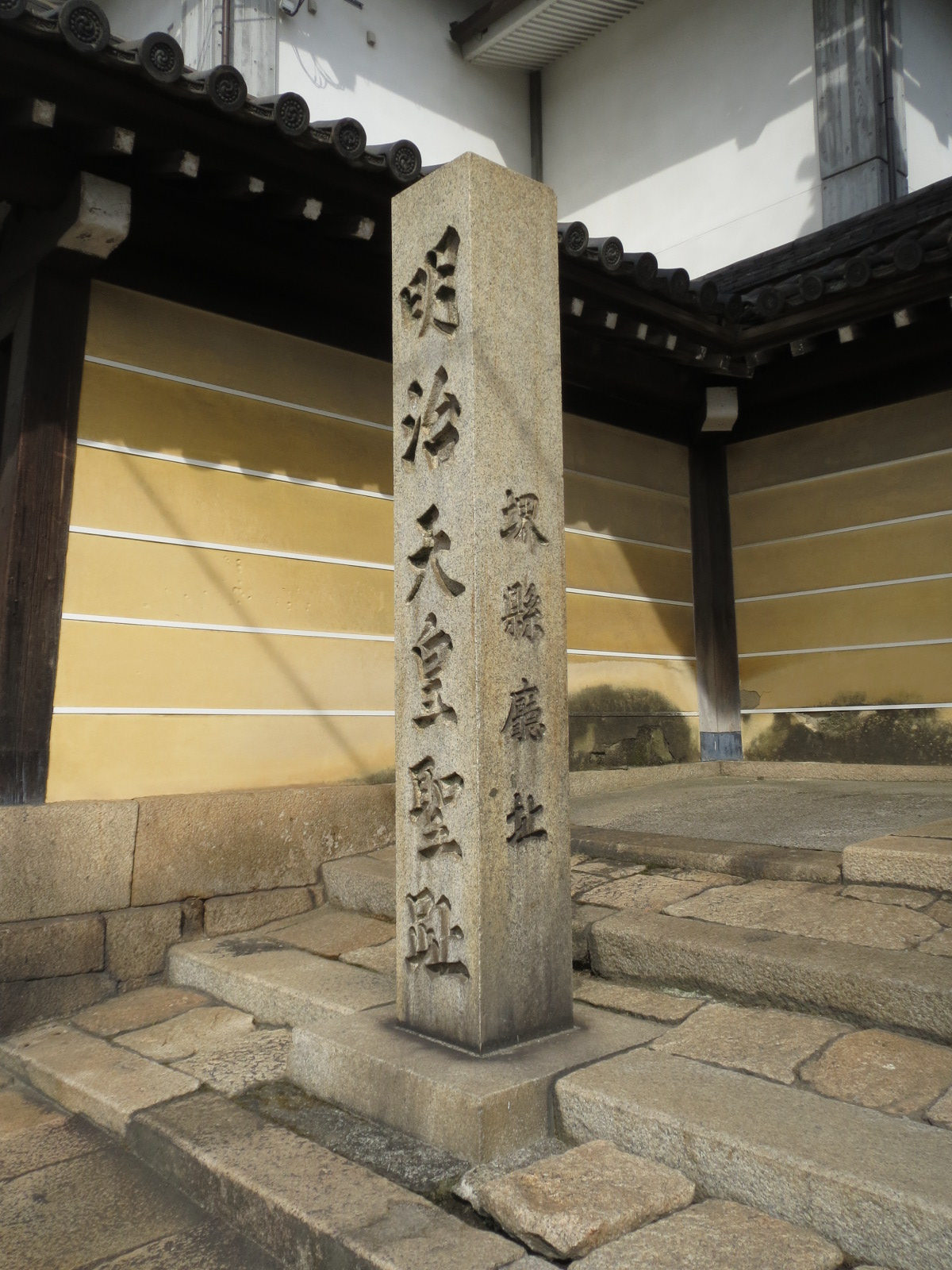
堺県庁跡

## 現地情報

### 所在地
大阪府堺市堺区神明町東3丁1-10

### アクセス
- 阪堺電気軌道阪堺線神明町停留場・妙国寺前停留場から徒歩3分

### 周辺施設
- 山口家住宅 – 重要文化財
- 清学院, 旧十八屋 – 登録有形文化財
- 菅原神社 – 大阪府指定有形文化財
- 妙国寺 – 庭園は堺市指定名勝